# Thierry Herzog
Pour les articles homonymes, voir Herzog.
Thierry Herzog, né le 9 octobre 1955 à Paris, est un avocat français.

## Biographie
Avocat pénaliste ayant prêté serment le 19 décembre 1979, Thierry Herzog débute au cabinet de Jean-Louis Pelletier.
Il s'est illustré dans la défense de personnalités politiques impliquées dans des affaires politico-financières. Il a défendu Jean-Pierre Lepape, soupçonné d'être un dirigeant du « gang des postiches », mais qui a bénéficié d'un non-lieu (avant d'être assassiné le 1er juillet 1998). Il fut l'avocat de Xavière et Jean Tiberi, pour lesquels il a obtenu, à trois reprises, l'annulation de la procédure. Il est aussi l'un des avocats de Thales, partie civile dans l'affaire des frégates de Taïwan. 
Il défend Jean-Jacques Eydelie dans l'affaire VA-OM. 
C'est également l'avocat de Nicolas Sarkozy. « Les deux hommes se sont liés d'amitié au début des années 1980, alors qu'ils menaient une campagne, couronnée de succès, pour le bâtonnat de Guy Danet, chez qui Nicolas Sarkozy a commencé sa carrière ».
De même il a été l'avocat de son fils Jean, impliqué dans une affaire de délit de fuite qui s'est terminée par une décision de relaxe.
Plus récemment il a été choisi par Christian Bîmes, président de la Fédération française de tennis, pour assurer sa défense. Il est par ailleurs l'un des conseils de la Française des jeux, partie civile dans diverses procédures judiciaires[réf. souhaitée].
En 2009, il est promu au grade d'officier de la Légion d'honneur des mains du président Nicolas Sarkozy.
À la suite de sa condamnation définitive pour corruption, il est exclu des ordres nationaux de la Légion d'honneur et du Mérite par arrêté du 5 juin 2025, avec effet au 17 mai 2023 (date de sa condamnation en appel),.

## Affaire des écoutes
En mars 2014, à la suite d'écoutes judiciaires de conversations entre l'avocat et Nicolas Sarkozy sur des téléphones mobiles enregistrés sous de faux noms (Nicolas Sarkozy utilisant celui de Paul Bismuth), Gilbert Azibert, avocat général près la Cour de cassation, est suspecté de les avoir informés des avancées de la procédure judiciaire concernant l'affaire Woerth-Bettencourt. En échange d'un appui à sa candidature à un poste judiciaire convoité à Monaco,,, le magistrat leur aurait permis de connaître l'état des débats au sein de la Cour de cassation, laquelle devait statuer sur la saisie des agendas de l'ancien président de la République. Par ailleurs l'intéressé aurait tenté d'influencer trois autres membres du siège de la Cour de cassation.
Le 22 septembre 2014, Libération publie des retranscriptions des enregistrements de la "ligne Bismuth", qui confirment les premières révélations. Le 2 juillet 2014, un rapport de synthèse des enquêteurs signé par la chef de l’Office central de lutte contre la corruption et les infractions financières et fiscales avait conclu : « [Les] conversations enregistrées entre Thierry Herzog, Nicolas Sarkozy et Gilbert Azibert sont claires sur leurs intentions, et leurs propos ne suscitent pas d’interrogation quant à leur volonté et leurs attentes : Gilbert Azibert est sollicité pour obtenir des informations et démarcher des conseillers à la Cour de cassation. En contrepartie, Nicolas Sarkozy accepte de l’aider à obtenir un poste à Monaco. Ces faits sont constitutifs du trafic d’influence, qui, rappelons-le, prévoit l’influence réelle ou supposée »,,.
Thierry Herzog est placé en garde à vue le 30 juin 2014 et déféré devant les juges d'instruction le lendemain. Il est mis en examen le même jour pour violation du secret de l'instruction, recel de ce délit, corruption active et trafic d’influence actif, ce qu'il ne manque pas de contester. Le procès a lieu à partir du 23 novembre 2020 et pendant trois semaines.
Le 8 décembre 2020, les magistrats du Parquet national financier (PNF) requièrent à l’encontre de l’ex-chef de l’Etat Nicolas Sarkozy quatre ans d’emprisonnement, dont deux avec sursis. L’accusation demande les mêmes peines pour Gilbert Azibert et Thierry Herzog, sollicitant pour ce dernier qu’elle soit assortie de cinq ans d’interdiction professionnelle.
Le 1er mars 2021, Thierry Herzog est condamné en première instance pour corruption active et violation du secret professionnel à 3 ans de prison, dont deux avec sursis, et à 5 ans d'interdiction de son activité professionnelle d'avocat. Il annonce le jour même son intention de faire appel de cette décision, appel suspensif qui lui permet de continuer à assurer la défense de Nicolas Sarkozy dans l'affaire Bygmalion.
Le 17 mai 2023, lors du procès devant la cour d'appel de Paris, Thierry Herzog est condamné à la même peine que Nicolas Sarkozy et Gilbert Azibert, soit trois ans de prison dont un ferme, assortie de trois ans d'interdiction d’exercer son métier. 